# John Warner
John William Warner (Washington, 1927. február 18. – Alexandria, Virginia, 2021. május 25.) amerikai politikus, az Amerikai Egyesült Államok szenátora (Virginia, 1979–2009).